# Rhipidia (Rhipidia) subpectinata pleuralis
Rhipidia (Rhipidia) subpectinata pleuralis is een ondersoort van de tweevleugelige Rhipidia (Rhipidia) subpectinata uit de familie steltmuggen (Limoniidae). De ondersoort komt voor in het Neotropisch gebied.